# 彩羽匠
彩羽 匠（いろは たくみ、1993年1月4日 - ）は、日本の女性プロレスラー。本名は非公開。福岡県福岡市出身。Marvelous所属。血液型A型。

## 所属
- スターダム（2013年 - 2015年）
- Marvelous（2015年 - ）

## 経歴
高校生の時、クラッシュギャルズのビデオを見て長与千種に憧れ、2012年8月のスターダム後楽園ホール大会を観戦後、プロレスラーを目指し大学を中退して上京。九州産業大学付属九州高校卒業。同じマーベラスの後藤公美とは同じ高校で先輩後輩にあたる。
2012年11月16日、スターダム4期生候補としてプロテストを受けて合格。
2013年2月12日、リングネーム「彩羽匠」と4月29日の両国国技館大会でのデビューが決定。両国でのデビューは女子プロレスラーとしては史上初。3月17日の後楽園大会に参戦していた里村明衣子にデビュー戦を直訴し、里村もこれを了承した。4月29日、煽りVで長与千種の映像も流されデビュー、里村に三角絞めを仕掛ける場面もあったが、最後はスリーパーホールドを決められレフェリーストップ。
5月12日、新木場1stRING大会にてメインで紫雷イオ&ダーク・エンジェルの赤いベルト&白いベルト王者と組み、タッグ王者宝城カイリ&翔月なつみと松本浩代との6人タッグで対戦、イオによるソバットのアシストから、ぶっこぬきジャーマンで宝城からフォールを奪い、デビュー3戦目にして初の直接勝利をタッグ王者から奪った。5月24日、ビッグパレットふくしま大会第1試合で、吉乃すみれとの同期対決を制してシングル初勝利。セミで米山香織と組み、夏樹☆たいよう&世IV虎と対戦し引き分け。6月16日、福岡さいとぴあで初の凱旋。紫雷イオと組み、高橋奈苗&横尾由衣組と対戦。ダイビング・ボディプレスで、同期の横尾からフォール。8月17日、後楽園大会で初のタイトルマッチとして、ダーク・エンジェルの持つワンダー・オブ・スターダム王座に挑むが、レイネーラで敗れる。10月17日、センダイガールズ後楽園大会「超世代闘争」8v8勝ち抜き戦で、新生軍最初のひとりとして出場。
2014年3月22日、大田区総合体育館で開かれた長与千種プロデュース「That's女子プロレス」に参戦、長与、花月と組み、ダンプ松本、KAORU、世IV虎組と対戦。
2015年2月22日、長与千種の設立した女子プロレス団体「Marvelous」に移籍。
2016年5月3日、Marvelous旗揚げ大会では、メインイベントで里村明衣子とのシングルマッチを戦う。
2017年4月15日、Marvelous旗揚げ一周年記念大会で、SEAdLINNNGの世志琥とメインイベントで3年ぶりのシングルマッチで20分ドロー。
2017年7月28日、Marvelous新木場大会で、門倉凛とのタッグNEW TRADITIONAL結成。
2017年10月17日、スターダム後楽園大会で、美闘陽子の持つワンダー・オブ・スターダム王座に挑むが、激戦の末30分ドロー。
2019年12月8日、Marvelous後楽園ホール大会で、師匠の長与千種と初めてのシングルマッチで勝利。その後、長与千種がMarvelousの代表を辞退し、彩羽匠に託した。
2020年2月8日、スターダム後楽園大会に緊急参戦し、メインで岩谷麻優をランニングスリーでフォールした。この試合の後、大江戸隊（4人）が乱入して岩谷を袋叩きにするという事件が発生するが、彩羽が岩谷を救出し、両手を広げて岩谷を守るように立ちはだかる。そしてロープを上げて大江戸隊に退場を促すと、大江戸隊は渋々退場していく。まるで王子様のような匠の姿に観衆は大・匠コールを贈った。
10月26日に行われたマーベラス新木場大会のメインイベントの試合中に膝を負傷。後に右膝膝前十字靭帯および右膝内側側副靭帯と右膝外側半月板の損傷と診断され、長期欠場を余儀なくされる。
全治10か月とも言われていたが医師も驚く驚異的な回復力を見せる。
2021年6月13日、大田区総合体育館で行なわれた『GAEAISM ―Decade of quarter century―』のメインイベント終了後、7月19日に復帰することを発表。
2021年7月18日、7月31日より開幕するスターダムの公式リーグ戦STARDOM 5★STAR GPに参戦することが発表された。
2021年7月20日、後楽園ホールで行なわれた『マーベラス旗揚げ5周年記念大会』にて、元付き人の響相手に9か月ぶりに復帰戦を行なった。響のセコンドに付いたアンドラス宮城の介入もあり苦戦を強いられたが、バリエーションの増した多彩なキック駆使しペースを引き寄せ、最後はランニングスリーを決めて快勝。復帰戦を勝利で飾った。
8月20日、後楽園ホール大会のメインイベント終了後、センダイガールズが保持するAAAWシングル王座とAAAWタッグ王座のAAAW王座の全権を懸けた橋本千紘とのシングルマッチを要求。これに橋本が応じたことで10月１日の後楽園でのシングル決戦が決定となっていたが、Marvelousとセンダイガールズの話し合いによりこの試合は延期となった。その後11月28日に開催されるセンダイガールズ15周年記念大会『BIG SHOW in 仙台』にて、橋本が持つセンダイガールズワールドシングルチャンピオンシップ王座戦を行うことが発表された。
11月28日、センダイガールズ15周年記念大会にて橋本の持つセンダイガールズワールドシングルチャンピオンシップに挑戦。試合は時間切れによる引き分けとなる。
2022年1月10日、Marvelous後楽園ホール大会において、橋本とAAAWシングル王座とAAAWタッグ王座のAAAW王座全権を懸けたシングルマッチが行われる。25分10秒の激闘の末、彩羽が橋本に勝利。試合後、橋本が第14代目、彩羽が第15代目のAAAWシングル王者として認定された。
2022年4月15日『後楽園ホール60周年還暦祭』には野崎渚、SAKIと組み、メインイベント6人タッグマッチに出場。

## 人物
- リングネームの由来は「プロレスの匠と言われるようなすごいレスラーを目指して、そしてリングの上を私の色で彩れるように羽ばたけるように」の意味がこめられている[3]。
- 趣味はギター。入場時にギター演奏で入場することもある。
- 愛車はトヨタ86
- 長与の次に、お笑い芸人のいとうあさこの大ファン。Marvelous旗揚げの際には、いとうから彩羽のイメージカラーである赤い花が届いた。
- 動物好きである。
- アイススケートの村主章枝から好意を持たれていた。
- ロッシー小川や関係者などから名勝負製造マシンと評されている。

## 得意技
Go to SUGOI
ランニングスリー
師匠長与千種の得意技で直伝された。フィニッシュ技として使用。
リバースフルネルソンの体勢から相手を担ぎ上げ、リングを対角線上に3歩助走をつけて相手を前方にサンダーファイヤーパワーボムの体勢で投げ捨てる技。
ランニングパイレーツ
ランニングスリーと同じくリバースフルネルソンの体勢から相手を担ぎ上げ、リングを対角線上に3歩助走をつけて相手を回転させながら脳天からマットに突き刺すフィニッシュ技。橋本千紘とのAAAWシングル王座とAAAWタッグ王座のAAAW王座全権を懸けたシングルマッチで初めて披露された。
エルボー
ニールキック
ライガーボム
ボチボム
ラストライドの派生技で、ラストライドの体勢で持ち上げ、自身もそのままジャンプして、マットに思いきり開脚式で叩き付けるという荒技。
ビルディングボムと同型。
ジャーマンスープレックス
シャープシューター
フロッグスプラッシュ
スワントーンボム
スーパーフリーク
相手の胴を抱えて引き寄せ、その勢いを利用して相手の体を縦に回転させ、その遠心力を使いパワーボムの体勢に抱えあげ、回転の流れのままスパイラル・ボムのように横回転し仕掛ける。
マックラッチ
変形ヨーロピアンクラッチ。技名は愛犬のマックが由来。
サソリ固め
師匠長与千種の得意技で直伝された。

## タイトル歴
Marvelous
- 第15代・第19代AAAWシングル王座
- 第18代・第23代AAAWタッグ王座（パートナーは永島千佳世→Sareee）

スターダム
- 第6代アーティスト・オブ・スターダム王座（パートナーは紫雷イオ&岩谷麻優）
- ルーキー・オブ・スターダム 優勝（2013年）

プロレスリング・ノア
- 第2代GHC女子王座

SEAdLINNNG
- 第2代BEYOND THE SEA SINGLE王座

プロレスリングWAVE
- 第10代・第14代Regina di WAVE王座
- 第20代WAVE認定タッグ王座（パートナーは門倉凛）
- Catch the WAVE 優勝（2019年）

## 入場曲
- 威風堂々/株式会社MarvelCompany坂口真樹子（2016年5月3日以降）
- New World/ニュートラ入場曲（タッグパートナー門倉凛）　株式会社MarvelCompany坂口真樹子
- Miracle Game / TUBE（Marvelous以降）
- Come on!（スターダム時代）